# 굿리치
굿리치(영어: GoodRich Co., Ltd., 굿리치 주식회사)는 대한민국의 보험 기술회사로 2006년 2월 20일 설립되었다. 보험 통합관리 '굿리치앱'과 보험 포털 서비스 '굿리치몰(웹)', 우리동네 보험 상담 스마트 라운지 '굿리치라운지' 등의 서비스를 제공하고 있다.
굿리치앱은 보험 통합관리 앱으로, 보험조회, 보험분석, 상품추천, 보험금청구, 건강확인, 질문답변, 실손확인 등의 다양한 서비스를 제공한다. 24년 1월 기준 다운로드 수는 700만 건이다.
굿리치라운지는 오프라인 보험 상담 라운지로 20개 이상 운영 중이다.
굿리치몰은 보험 포털 서비스로, 개인에게 적합한 보험을 검색·비교, 전문가 상담을 제공한다.
굿리치플래너는 보험 설계사용 인슈어테크 플랫폼으로 보험 영업에 필요한 보장분석, 상품설계, 보험추천 기술을 제공한다.

## 역사
- 2006. 2. '리치플래너' 컨설팅 설립
- 2006. 5. 보험상품 비교 서비스 시작
- 2015. 11. '리치앤코'로 사명 변경 및 본사 이전
- 2016. 9. 굿리치 보험금 청구앱 오픈
- 2018. 12. 보험 포털 서비스 ‘굿리치몰' 오픈
- 2019. 8. 굿리치라운지 1호 송파점 오픈
- 2020. 11. 설계사용 영업지원 시스템 '굿리치플래너' 출시
- 2023. 4. 굿리치 기업지원센터 오픈
- 2023. 7. '굿리치 주식회사'로 사명 변경
- 2024. 1. 굿리치앱 다운로드 700만 돌파

## TVCF
- '23년 <테크로 보험을 바꾼다>편
- '22년 <보험은 굿리치 하나로>편
- '21년 <보험을 지혜롭게>편
- '21년 <보험생활 초능력시대>편
- '20년 <추천합니다>편

## 공식 디지털 채널
- 인스타그램(https://www.instagram.com/goodrich.official/)
- 유튜브(https://www.youtube.com/@GoodRich.official)
- 네이버 블로그(https://blog.naver.com/goodrich_official)
- 티스토리(https://goodrich-official.tistory.com)

## 공식 디지털 채널 콘텐츠 (보험)
- 1. 은퇴 자산관리, 어떻게 해야할까? https://m.blog.naver.com/goodrich_official/223537035305
- 2. 태아보험vs어린이보험, 무엇이 다를까? (보험전문가 비교/분석/총정리) https://m.blog.naver.com/goodrich_official/223539420123
- 3. 이사 전 필수 체크! 꼭 챙겨야 할 보험 정보 https://m.blog.naver.com/goodrich_official/223533940513
- 4. 꿈의 암치료? 이제는 "치료 자금"이 중요! (feat. 암주요치료비 특약) https://m.blog.naver.com/goodrich_official/223542340257
- 5. 공무원이 퇴직 전에 준비해야 할 정보 (보험, 급여/수당, 통장 등) https://m.blog.naver.com/goodrich_official/223546454967
- 6. 우리 아이 성조숙증, 보험 치료 가능할까? (feat. 실비) https://blog.naver.com/goodrich_official/223542075050
- 7. 비트코인, 안전할까? 실제 투자 사례로 보는 대안 (feat. 변액보험) https://blog.naver.com/goodrich_official/223554141927
- 8. 실비 혜택은 제대로 알아야 누릴 수 있어요! (면책 사례 공유) https://m.blog.naver.com/goodrich_official/223555711937
- 9. 치매, 더 이상 안전지대는 없어요! (feat. 경증치매, 치매보험) https://m.blog.naver.com/goodrich_official/223557206511
- 10. 일상에서 일어나는 사고, 보험처리 된다고?! (일상생활배상책임보험) https://m.blog.naver.com/goodrich_official/223560982865
- 11. 은퇴 후 소득 공백에 대처하는 방법 (feat. 노령/주택/개인연금) https://m.blog.naver.com/goodrich_official/223562782986
- 12. 인체이식형 의료기기로 입은 피해도 보상이 가능하다고?! https://m.blog.naver.com/goodrich_official/223550145285
- 13. 명절 상여금은 세금을 뗄까, 안 뗄까?! (feat. 비과세, 연금저축) https://m.blog.naver.com/goodrich_official/223571695326
- 14. 화재로 인한 피해부터 가전수리비, 임시거주비까지? (feat. 화재보험) https://m.blog.naver.com/goodrich_official/223571930115
- 15. 장기요양등급 '인지지원(경증)' 보험 특약 (feat. 데이케어센터) https://m.blog.naver.com/goodrich_official/223573192976
- 16. 사망을 대비하는 보험?! 종신보험 VS 정기보험 https://m.blog.naver.com/goodrich_official/223579203004
- 17. 개인연금 A to Z, 전문가가 알려드릴게요! (feat. 연금저축/보험) https://m.blog.naver.com/goodrich_official/223581447907
- 18. 보험 유지, 보장 관련 놓치기 쉬운 10가지 보험 정보 https://m.blog.naver.com/goodrich_official/223588887988
- 19. 우리 가족을 위한 간병보험 깊이 알아보기 (feat. 간병인/간병비보험) https://m.blog.naver.com/goodrich_official/223594290808
- 20. 뇌혈관, 심장질환 주의! 암 진단비 만큼 중요한 <2대 질환 보험> https://m.blog.naver.com/goodrich_official/223594840601
- 21. 혈당 다이어트, 혈관 디톡스...그럼 보험은? (feat. 고고당 특약) https://m.blog.naver.com/goodrich_official/223595649758
- 22. 연금으로 전환 가능한 보험이 있다고?! (feat. 종신/저축/간병보험) https://m.blog.naver.com/goodrich_official/223596926158
- 23. 실비보험 유지 vs 전환? 고민이라면, 꼭 읽어보세요! https://m.blog.naver.com/goodrich_official/223613494416
- 24. 혈당 다이어트, 혈관 디톡스...그럼 보험은? <고고당 특약> https://m.goodrich-official.tistory.com/1
- 25. 진화하는 의료기술만큼 오르는 암 치료비, 지금 준비하세요! <암주요치료비특약> https://m.goodrich-official.tistory.com/2
- 26. 실비보험 유지vs전환? 전문가가 속 시원히 대답해 드립니다! https://m.blog.naver.com/goodrich_official/223613494416
- 27. 여행 가기 전 필수! 여행자보험 A to Z https://m.blog.naver.com/goodrich_official/223615029065
- 28. 수족구, 수두 유행 주의..."어린이보험"으로 대비하세요! https://m.blog.naver.com/goodrich_official/223622558389
- 29. 환절기 건강을 지켜주는 보험?! (feat. 수액 실비 청구/독감 치료) https://m.blog.naver.com/goodrich_official/223624201449
- 30. 국가 의료비 지원혜택에도 암 치료를 포기하게 되는 이유 https://m.blog.naver.com/goodrich_official/223629156265
- 31. 만 45세부터 수령 가능한 '연금'이 있다고?!(연금보험vs국민연금) https://m.blog.naver.com/goodrich_official/223639945325
- 32. 실비 청구+숨은 보험금 찾기 위해 이용하면 좋은 앱이 있다고?! https://m.blog.naver.com/goodrich_official/223641090816
- 33. 건강검진 대장용종 제거술 받았을 때 보상 가능한 경우 https://m.blog.naver.com/goodrich_official/223641449533
- 34. 저축에 은행 적금이 최선일까? (단리vs복리 차이/비교) https://m.blog.naver.com/goodrich_official/223646347290
- 35. 우리 아이 독감, 수족구 걱정된다면? <어린이보험> 체크! https://goodrich-official.tistory.com/5
- 36. 2030 주목! 사회초년생을 위한 <필수 보험 추천, 가입 방법> https://m.blog.naver.com/goodrich_official/223647606574
- 37. 면역력 주의보! 수족구 A to Z (증상, 진단비특약, 보험청구) https://m.blog.naver.com/goodrich_official/223652213671
- 38. 영유아 사시 수술 후기 (보험, 실비, 입원/수술비, 청구서류) https://m.blog.naver.com/goodrich_official/223657466907
- 39. 은행 적금 이자율을 의심해야 하는 이유 (feat. 이자소득세, 비과세) https://m.blog.naver.com/goodrich_official/223661693251
- 40. 3040 주목! 결혼, 출산, 내집마련 했다면 <필수 보험 추천, 유의사항> https://m.blog.naver.com/goodrich_official/223666164002
- 41. 건강검진 받기 전 꿀팁! 진단 즉시 보장 받는 보험 '바로 보장 특약' https://m.blog.naver.com/goodrich_official/223667487488
- 42. 겨울철 뇌혈관, 심장질환 건강 적색 주의보 (feat. 2대주요치료비) https://m.blog.naver.com/goodrich_official/223669481228
- 43. 치과 치료, 임플란트 수술비 보험 청구? 이렇게만 하세요! https://m.blog.naver.com/goodrich_official/223674668151
- 44. 겨울을 특히 조심해야 하는 이유! (심뇌혈관질환 자가진단, 치료비) https://m.blog.naver.com/goodrich_official/223677011316
- 45. 갈수록 줄어드는 국민연금...? 불안하다면 연금보험을 고려해 보세요! https://goodrich-official.tistory.com/13
- 46. 연말정산 필수 상식 #세액공제 #비과세 (feat. 연금저축, 연금보험) https://m.blog.naver.com/goodrich_official/223679768855
- 47. 50대,60대 보험! 이렇게 준비하시면 됩니다 <필수 보험 추천> https://m.blog.naver.com/goodrich_official/223682363166
- 48. 유방암 #유방섬유선종, 맘모톰수술 보험 청구 꿀팁 https://m.blog.naver.com/goodrich_official/223687227132
- 49. 동파, 누수 사고 多... 일상생활배상책임보험(일배책)으로 해결하기 https://m.blog.naver.com/goodrich_official/223689540579
- 50. 소득공제vs세액공제, 소득 따라 챙기는 꿀팁으로 연말정산 준비하기 https://m.blog.naver.com/goodrich_official/223697694904
- 51. 늘어나는 술자리, 간건강 챙기셨나요? (feat. 알코올성 간질환) https://m.blog.naver.com/goodrich_official/223699079251
- 52. 병력이 있어도 OK! 유병자 보험 똑똑하게 선택하는 꿀팁 https://m.blog.naver.com/goodrich_official/223700242479
- 53. 운전자보험 가입, 점검 시 필수 체크리스트 https://m.blog.naver.com/goodrich_official/223703869714
- 54. 건강검진 전, "이것" 챙기셨나요? 진단, 치료비 아끼는 꿀팁 (feat. 바로보장특약) https://goodrich-official.tistory.com/16
- 55. 우리나라 주요 사망원인 뇌, 심장질환! 폭넓게 보장받는 꿀 특약? (2대주요치료비) https://goodrich-official.tistory.com/19
- 56. 화재보험 가전제품 수리비 특약, 보험금 청구방법 https://m.blog.naver.com/goodrich_official/223705807447
- 57. 돌발성 난청의 뜻과 보험금 청구 방법 (주요 증상, 청구 서류) https://m.blog.naver.com/goodrich_official/223712759256
- 58. 연말정산, 받는 것 보다 내는 게 더 많다면? (세액공제, 비과세 보험) https://goodrich-official.tistory.com/23
- 59. 직장인 주목! 인플레이션에 따른 명목임금과 실질소득 제대로 알기 https://m.blog.naver.com/goodrich_official/223716033139
- 60. 새해맞이 보험점검! 전문가가 말하는 내 보험, 제대로 설계하는 꿀팁 https://m.blog.naver.com/goodrich_official/223719719466
- 61. 간병인 보험 사용 후기 (보험금 청구 준비, 서류, 절차, 유의사항) https://m.blog.naver.com/goodrich_official/223728708375
- 62. 온천, 목욕 하다가 털썩... 히트쇼크 주의하세요! (뜻, 주요 증상) https://blog.naver.com/goodrich_official/223731404599
- 63. 눈 건강 주의! 황반변성의 모든 것 (증상, 치료, 보험청구) https://blog.naver.com/goodrich_official/223731305352
- 64. 간접투자로 변액보험을 추천하는 이유 (간접투자, 적립형, 수수료) https://blog.naver.com/goodrich_official/223732404291
- 65. 전문가가 말하는 여성 특화 보험 추천 이유 (여성암/출산 보장) https://blog.naver.com/goodrich_official/223735641483
- 66. 기초생활수급자도 보험을 유지해야 하는 이유 (실비 보험금 청구 사례) https://blog.naver.com/goodrich_official/223743430046
- 67. 겨울철 동파로 인한 누수 피해 보장 (일배책 vs 급배수시설누출손해) https://goodrich-official.tistory.com/25
- 68. 위고비, 삭센다... 핫한 비만치료제도 보험 적용이 된다고?! https://goodrich-official.tistory.com/26
- 69. 30대 여성 건강보험, 어떤 것이 좋을까요? 보험료 비교 및 유의사항) https://m.blog.naver.com/goodrich_official/223749585074
- 70. 실비 외 수술비 보장이 필요한 이유 (feat. 건강검진 폴립제거) https://m.blog.naver.com/goodrich_official/223754910754
- 71. 5세대 실손/실비보험 이슈 체크 (실손개혁안, 주요 변경 내용) https://m.blog.naver.com/goodrich_official/223755383412
- 72. 14세 이하 자녀가 있는 부모님 필독! <어린이보험/태아보험> https://m.blog.naver.com/goodrich_official/223759008524
- 73. 30대 직장인이라면 꼭 알아야 할 보험 상식 10가지 https://m.blog.naver.com/goodrich_official/223759533770
- 74. 법인 보험료 100% 비용 처리? (2025년 개정 세법 분석 & 절세 꿀팁) https://m.blog.naver.com/goodrich_official/223764982616
- 75. 사회초년생 목돈 만들기, 왜 필요할까? (단리 vs 복리의 중요성) https://m.blog.naver.com/goodrich_official/223764992143
- 76. 보험 가입 전 반드시 알아야 할 필수 상식 (보험 보장, 범위 중요성) https://m.blog.naver.com/goodrich_official/223765829550
- 77. 우울증, 공황장애 등 정신과 치료비도 보험 처리 가능해요! https://m.blog.naver.com/goodrich_official/223767313561
- 78. 보험도 '건강고지 할인형'으로 보험료 다이어트 하세요! https://m.blog.naver.com/goodrich_official/223768561316
- 79. 지금 바로 '항암 방사선 약물 치료비 특약'에 가입해야 하는 이유 https://m.blog.naver.com/goodrich_official/223768628132
- 80. 단기납 종신보험, 무턱대고 가입하면 독이 됩니다 (장점, 유의사항) https://m.blog.naver.com/goodrich_official/223768696410
- 81. 2025 법인 보험료 회계 처리 (보장성 vs 저축성 보험 비용 처리) https://m.blog.naver.com/goodrich_official/223771469137
- 82. 펫보험 제대로 고르는 꿀팁 (유의사항, 보험사별 주요보장) https://m.blog.naver.com/goodrich_official/223771429858
- 83. 당신의 보험료, 낭비하고 있지는 않나요? (리모델링 꿀팁) https://m.blog.naver.com/goodrich_official/223772990408
- 84. 50대 보험 점검, 지금 시작해야 하는 이유 (연금/간병/필수보험 꿀팁) https://m.blog.naver.com/goodrich_official/223773054520
- 85. 간병인보험, 내게 유일한 플랜 보장 찾기 (주요 보험사 상품 비교) https://m.blog.naver.com/goodrich_official/223777920059
- 86. 실비보험, 보장이 같아도 보험료는 다르다?! (꿀팁, 실손개혁안) https://m.blog.naver.com/goodrich_official/223777696562
- 87. 치매간병보험을 준비해야 하는 이유 (feat. 장기요양등급, 특약 담보 구성 꿀팁) https://blog.naver.com/goodrich_official/223783402280
- 88. 일상생활배상책임보험(일배책)으로 누수도 반려견의 물림도 보상받으세요 https://blog.naver.com/goodrich_official/223783446785
- 89. 손목터널증후군 치료, 보험 처리 가능 (치료방법, 보험청구, 질병코드) https://blog.naver.com/goodrich_official/223784725313
- 90. 갱신형 비갱신형, 어떤 보험이 더 유리할까? (갱신형 비추 이유, 보험료 비교) https://blog.naver.com/goodrich_official/223790659653
- 91. 자산 늘리기 꿀팁, 종신보험 복리 활용이 답이다! (방법, 유의사항) https://blog.naver.com/goodrich_official/223790803651
- 92. 2025년 세법 기준 CEO 퇴직플랜과 종합보험 활용전략 (상속세 절세, 가업승계 등) https://blog.naver.com/goodrich_official/223792060202
- 93. 보험, 제대로 가입하자 (나의 상황에 맞는 보험 가입 방법 및 기준) https://blog.naver.com/goodrich_official/223792113997
- 94. 보험 가입 전 필독! (보험 중요성, 상담 및 청구 실제 사례) https://blog.naver.com/goodrich_official/223795609342
- 95. 유치 젖니... 어린이 치아보험 주요보장 및 보험료 비교/분석/추천 https://blog.naver.com/goodrich_official/223795570382
- 96. 달러 자산도 모으고 보장도 받는 방법이 있다고?! <달러보험> https://goodrich-official.tistory.com/35
- 97. 뇌혈관질환 보험 보장 꿀팁 (진단비, 수술비, 유의사항) https://m.blog.naver.com/goodrich_official/223800606366
- 98. 질병후유장해 보험 총정리 (장해률, 지급예시, 보험료, 보험청구) https://m.blog.naver.com/goodrich_official/223800684599
- 99. 유대인들은 종신보험을 어떻게 활용할까? 부의 대물림 비밀 大공개! https://m.blog.naver.com/goodrich_official/223803604048
- 100. "감액 완납 제도" 보험료 더 내지 않고, 보장만 유지 하는 방법 https://m.blog.naver.com/goodrich_official/223803533180
- 101. 유방암, 갑상선암 가족력으로 불안하다면? (보장 분석, 보험료 예시) https://m.blog.naver.com/goodrich_official/223803764933
- 102. 디지털 치매(영츠하이머)의 뜻, 원인, 증상, 보험 정보 A to Z https://m.blog.naver.com/goodrich_official/223807619472
- 103. 연금보험과 연금저축보험, 대체 무슨 차이일까? (절세 전략) https://m.blog.naver.com/goodrich_official/223808075834
- 104. 가족기업 사내근로복지기금, 경영인보험으로 세금 절감하기 https://m.blog.naver.com/goodrich_official/223808044299
- 105. 보험료를 아끼고 싶다면, 이것만은 알아 두세요! https://m.blog.naver.com/goodrich_official/223811837793
- 106. 심혈관질환 보험 가입/청구/서류 등 꿀팁 총정리 https://m.blog.naver.com/goodrich_official/223817164629
- 107. 요양병원 간병비 준비 꿀팁 (보장금액, 한도, 유의사항, 보험료) https://m.blog.naver.com/goodrich_official/223809201049
- 108. 보험료를 면제 받는다고? (납입면제제도, 유사암납입지원) https://m.blog.naver.com/goodrich_official/223821999912
- 109. 종신보험 일반형vs변액형, 나에게 맞는 유형은? (비교, 꿀팁) https://m.blog.naver.com/goodrich_official/223824848426
- 110. 실비 유지? 전환? <실손보험 갈아타기 전 반드시 고려해야 할 사항> https://m.blog.naver.com/goodrich_official/223827080497
- 111. 2025 IFRS17 회계기준과 세법 개정에 따른 <법인세 절감형 종신보험> https://m.blog.naver.com/goodrich_official/223827357307
- 112. 개인연금 준비할 때 꼭 알아야 하는 꿀팁 3가지 (vs. 국민연금) https://m.blog.naver.com/goodrich_official/223829885576
- 113. 나한테 이런 보험이 있었다고?! (숨은 보험금 청구) https://m.blog.naver.com/goodrich_official/223835925209
- 114. 원금 보장은 물론 내가 낸 보험료 보다 더 돌려받는 암보험 https://m.blog.naver.com/goodrich_official/223841368668
- 115. 사망보험(종신보험) 가입 전 필독! 생명보험사vs손해보험사 비교 https://m.blog.naver.com/goodrich_official/223841489684
- 116. 2025 법인 보험 해지환급금 절세 전략 총정리: IFRS17과 재가입까지 https://m.blog.naver.com/goodrich_official/223842680035
- 117. 종신보험(사망보험) 부부설계가 중요한 이유 / 배우자와 재정관리 https://m.blog.naver.com/goodrich_official/223842744259
- 118. 골프보험 관련 담보 및 가입 유의사항 총정리 (홀인원 등) https://m.blog.naver.com/goodrich_official/223844609238
- 119. 종신보험으로 자녀 교육비를 마련할 수 있다고?! https://m.blog.naver.com/goodrich_official/223844915886
- 120. 보험료 반값 만들기, 보험료만 낮춘다고 정말 괜찮을까요? https://m.blog.naver.com/goodrich_official/223846023053
- 121. 보험금 청구 쉽고 빠르게 하는 꿀팁 (필수서류, 유의사항 등) https://m.blog.naver.com/goodrich_official/223848532953
- 122. 자녀 이름으로 가입한 연금보험으로 부모도 혜택 받는 방법 https://m.blog.naver.com/goodrich_official/223848556923
- 123. 반드시 보험이 필요한 이유 (로또 1등 확률 vs 암 발생률) https://m.blog.naver.com/goodrich_official/223848717709
- 124. 도수치료, 독감주사... 이제 실비 적용 안 된다고?! <실손보험> https://goodrich-official.tistory.com/38
- 125. 아픈 적이 있으면 보험 가입할 때 거절 당한다고?! <유병자보험> https://goodrich-official.tistory.com/41
- 126. 건강하면 보험료를 할인해 준다고?! <건강체보험> https://goodrich-official.tistory.com/42
- 127. 기저귀에 침대 비용까지?! 지금 놓치면 후회할 <간병보험> https://goodrich-official.tistory.com/44
- 128. 부모님의 노후까지 생각한 똑똑한 효도선물, 보험?! https://m.blog.naver.com/goodrich_official/223864125296
- 129. 보험금은 받았지만, 왜 나는 후회했을까? (보험 가입/청구 유의사항 3가지) https://m.blog.naver.com/goodrich_official/223865423394
- 130. 보험설계사에게 가장 많이 물어본 질문TOP5 (암진단, 실손보험, 운전자보험) https://m.blog.naver.com/goodrich_official/223866783004
- 131. 보험도 타이밍! 가성비 좋은 암진단비/주요치료비/뇌심수술비 보험사 비교 https://m.blog.naver.com/goodrich_official/223867389095
- 132. 70대 뇌암 진단 고객 보험금 청구 A to Z (청구서류, 간병보험, 주의사항) https://m.blog.naver.com/goodrich_official/223867577651
- 133. 종신보험 3가지 유형 비교/분석/추천 (일반vs정기사망보험vs단기납종신) https://m.blog.naver.com/goodrich_official/223867655157
- 134. 음식 먹다 치아가 부러졌다? 치아파절 보험금 지급 사례 https://m.blog.naver.com/goodrich_official/223872960655
- 135. 암 치료, 실비보험만으로는 부족한 이유 (중입자치료, 비급여 등) https://m.blog.naver.com/goodrich_official/223873061431
- 136. 암 진단금, 어느 정도로 대비해야 충분할까? (암주요치료비) https://m.blog.naver.com/goodrich_official/223873952074
- 137. 골절진단비 받았는데, 상해후유장해 추가 청구까지 가능할까? https://m.blog.naver.com/goodrich_official/223874413571
- 138. 치아보험을 꼭 가입해야 할 두 가지 유형 (주요담보/가입시기 등) https://m.blog.naver.com/goodrich_official/223874314076
- 139. 보험료 0원, 가입도 0초?! 당신을 지켜주는 '시민안전보험' https://m.blog.naver.com/goodrich_official/223878502711
- 140. 보험으로 세금 줄이는 방법? 부자들만 아는 절세 증여 전략 https://m.blog.naver.com/goodrich_official/223878542348
- 141. 뇌심혈관보장 준비할 때 반드시 알아야 할 체크포인트 3가지 https://m.blog.naver.com/goodrich_official/223879513342
- 142. 보험료 낮추는 꿀팁? 표준체보험과 유병자보험의 가입 전 알릴의무 https://m.blog.naver.com/goodrich_official/223879579103
- 143. 뇌혈관 수술비 청구 꿀팁, 실제사례, 가입 유의사항 총정리 https://m.blog.naver.com/goodrich_official/223881609715
- 144. 2025년 건강보험, 이렇게 달라집니다 (보험료, 본인부담금 등) https://m.blog.naver.com/goodrich_official/223888273850
- 145. 출퇴근중 교통사고, 산재보험 vs 자동차보험 정답은? (둘 다 청구하는 방법) https://m.blog.naver.com/goodrich_official/223893552686
- 146. 심장질환 완벽 가이드 (종류/특징/치료법/보험보장) A to Z https://m.blog.naver.com/goodrich_official/223893596246
- 147. 보험, 예전이랑 왜 이렇게 달라졌을까요? (보험 관련 6가지 오해) https://m.blog.naver.com/goodrich_official/223895525007
- 148. 암치료비 보장 관련 3가지 꿀조합이 있다?! (암주요치료비, 하이클래스항암, 중입자) https://m.blog.naver.com/goodrich_official/223895775001
- 149. 종합병원과 상급종합병원은 다르다? (차이/비교/병원분류특약) https://m.blog.naver.com/goodrich_official/223897856410
- 150. 손해사정사 소비자 선임권으로 보상 잘 받는 꿀팁! (절차, 유의사항) https://m.blog.naver.com/goodrich_official/223901094949
- 151. 보험료는 0원, 보장은 100세까지? 보험료 납입면제 파헤치기 https://m.blog.naver.com/goodrich_official/223901148662
- 152. 질병수술비 대표 3가지 유형 비교/분석/예시 (1~5종, N대수술비, 일반형vs체증형) https://m.blog.naver.com/goodrich_official/223903192633
- 153. CI보험과 GI보험의 차이를 아시나요 (뜻, 장단점, 특징 비교) https://m.blog.naver.com/goodrich_official/223904317477
- 154. 골린이 주목! 필드에 그냥 나가면 안되는 이유 <골프보험> https://goodrich-official.tistory.com/45
- 155. 가전제품 수리비까지 준다고?! 반드시 챙겨야 할 갓성비 꿀템 <화재보험> https://goodrich-official.tistory.com/48
- 156. '이것' 없이 운전대 잡으면 손해?! 형사합의금부터 비탑승중사고까지 OK <운전자보험> https://goodrich-official.tistory.com/50
- 157. 종합병원 vs 상급종합병원, 차이를 알아야 혜택이 보인다?! <병원분류특약> https://goodrich-official.tistory.com/51
- 158. 누수사고 피해보상 해결책은? (일상생활배상책임vs급배수누출손해) https://m.blog.naver.com/goodrich_official/223905859743
- 159. 2025년 달라지는 펫보험, 보호자라면 꼭 알아야 할 핵심 정보 https://m.blog.naver.com/goodrich_official/223905798385
- 160. 계절만 바뀌면 심해지는 코막힘 "비염 치료" 보험금 청구 가능? https://m.blog.naver.com/goodrich_official/223912195602
- 161. 용종제거만 해도 수술비가? 알고 보면 효자보험인 질병수술비 https://m.blog.naver.com/goodrich_official/223911469953
- 162. 뇌혈관질환 보험 완벽 가이드 - 뇌출혈/뇌경색/뇌졸중 https://m.blog.naver.com/goodrich_official/223913653876
- 163. 국가 복지 외에 개인적으로도 보험을 준비해야 하는 이유 https://m.blog.naver.com/goodrich_official/223916534990

## 공식 디지털 채널 콘텐츠 (금융/경제/재테크)
- 1. 옆자리 동료는 TDF로 벌써 노후 준비하고 있대요! https://m.blog.naver.com/goodrich_official/223467163912
- 2. 지금 가장 핫한 ETF 아이템? <가상자산 ETF> 그게 뭔가요? https://m.blog.naver.com/goodrich_official/223489758192
- 3. 초단기 채투자 '머니마켓펀드(MMF)' 어떤 점이 좋을까? https://m.blog.naver.com/goodrich_official/223494573891
- 4. 한국은행에서 발행하는 디지털 화폐(CBDC), 그게 뭔가요? https://m.blog.naver.com/goodrich_official/223497684692
- 5. 대체 투자 자산으로 떠오르는 "저작권 투자" 뜻, 장단점 https://m.blog.naver.com/goodrich_official/223531827853
- 6. 해외 ETF, 국내 상장 vs 해외 상장 어떤 것이 더 좋을까? https://m.blog.naver.com/goodrich_official/223533134397
- 7. 채권 가격과 금리는 왜 오르고 내리는 걸까?(가격과 금리의 관계는?) https://m.blog.naver.com/goodrich_official/223558174700
- 8. 금리 인하 되면 리츠가 뜨는 이유 (feat. 부동산, 비과세/분리과세) https://m.blog.naver.com/goodrich_official/223564844393
- 9. 밈주식이란? 게임스탑 주가 폭등 사건 통해 알아보는 밈주식! https://m.blog.naver.com/goodrich_official/223467768702
- 10. 개인투자자도 대기업도 "리밸런싱" 하는 이유 (뜻, 효과) https://m.blog.naver.com/goodrich_official/223489435224
- 11. CBAM이 뭐길래! 철강, 시멘트 수출업계가 긴장한 이유 (feat. 탄소세) https://m.blog.naver.com/goodrich_official/223490568868
- 12. 들어는 봤던 모아타운 제대로 알아보기 (vs 신통기획)! https://m.blog.naver.com/goodrich_official/223491011881
- 13. 세금, 할부 결제도 포인트 적립도 됩니다! https://m.blog.naver.com/goodrich_official/223493986908
- 14. 그린벨트 규제 풀고 공공주택을 더 짓는다고? (feat. 공공주택) https://m.blog.naver.com/goodrich_official/223505476557
- 15. 건진비는 줄이고, 건강은 채우고! 우리동네 보건소 활용 TIP https://m.blog.naver.com/goodrich_official/223510035006
- 16. 주식 공매도, 주식이 없어도 팔 수 있다고요? https://m.blog.naver.com/goodrich_official/223513628167
- 17. 경제기사만큼 유용한 증권사 리포트 무료로 보는 방법! https://m.blog.naver.com/goodrich_official/223524169530
- 18. "캐즘(Chasm)" 전기차/배터리 주식한다면 알고 가세요! (뜻, 중요성) https://m.blog.naver.com/goodrich_official/223531829082
- 19. SMR, 빌 게이츠와 샘 올트먼이 찍은 미래 핵심 에너지원 https://m.blog.naver.com/goodrich_official/223538635575
- 20. 트럼프 vs 해리스, 미국 대선 결과에 따른 수혜주는? https://m.blog.naver.com/goodrich_official/223540768901
- 21. 2024 파리올림픽! 경제 효과/수익 얼마나? (feat. 올림픽경제) https://m.blog.naver.com/goodrich_official/223564072911
- 22. 전세보증금 떼일까봐 무섭다면 'HUG 든든전세주택'에 주목하세요! https://m.blog.naver.com/goodrich_official/223565346001
- 23. 탄소를 사고팔 수 있다고? 탄소배출권이 뭔가요? (feat. 테슬라) https://m.blog.naver.com/goodrich_official/223566255953
- 24. 추석 연휴 앞두고 #스미싱 #피싱 주의하세요! https://m.blog.naver.com/goodrich_official/223577517627
- 25. 미국 금리인하 시작! 금리인하 시기에 주목해야 할 수혜주는? https://m.blog.naver.com/goodrich_official/223588930424
- 26. 만약 A.I의 발전이 이게 최선이라면? A.I 버블에 대해 알아보자! https://m.blog.naver.com/goodrich_official/223601984223
- 27. 워런 버핏이 어디에 투자했는지 궁금하다면? 13F를 보자! https://m.blog.naver.com/goodrich_official/223598211436
- 28. 부동산 분양가 상한제는 과연 도움이 될까? (로또청약, 청약광풍) https://m.blog.naver.com/goodrich_official/223602006036
- 29. 넷플릭스 흑백요리사, K과자... K푸드의 열풍, 어디까지? https://m.blog.naver.com/goodrich_official/223613730083
- 30. 주담대 대출만기/한도제한, 다자녀가구 우대금리 혜택 https://m.blog.naver.com/goodrich_official/223583116955
- 31. 미국 주식장에 관심있다면? 필수 체크! (운영시간, 특징/비교) https://m.blog.naver.com/goodrich_official/223601795174
- 32. 교도소에 '투자'를 한다고? 이색 테마주 이야기 https://m.blog.naver.com/goodrich_official/223588660910
- 33. 코리아 밸류업 지수 발표! 코리아 디스카운트 해소할 수 있을까? https://m.blog.naver.com/goodrich_official/223615214453
- 34. 딥페이크 성범죄 급증, 덩달아 뜨는 사이버 보안 기술 관련주 https://m.blog.naver.com/goodrich_official/223619978443
- 35. 기후 위기는 왜 인플레이션을 가지고 올까요?(금사과, 금배추) https://m.blog.naver.com/goodrich_official/223624103750
- 36. 공공임대주택 유형에는 어떤 것이 있고, 입주 자격은 어떻게 될까? https://m.blog.naver.com/goodrich_official/223627453133
- 37. 내 집 마련 꿈꾼다면 꼭 알아야 할 이슈 (무순위청약, 청약철회권) https://m.blog.naver.com/goodrich_official/223638130904
- 38. 국민연금 개혁안, 내용이 뭔가요? (feat.국민연금 세금) https://m.blog.naver.com/goodrich_official/223639994946
- 39. 블랙프라이데이 맞이 해외직구 꿀팁, 세금 정보 (feaat. 관세) https://m.blog.naver.com/goodrich_official/223649539103
- 40. 도널드 트럼프 미국 대통령 당선, 전 세계 경제는 어떻게 바뀔까? https://m.blog.naver.com/goodrich_official/223650693615
- 41. 유튜브와 세금 (feat. 유튜버, 크리에이터 수익 과세 기준) https://m.blog.naver.com/goodrich_official/223655995331
- 42. 해외 주식으로 돈 벌었는데 양도소득세 아끼고 싶다면? https://m.blog.naver.com/goodrich_official/223669614519
- 43. 2025년 연말정산 미리보기! 새롭게 변경된 공제 조건은? https://m.blog.naver.com/goodrich_official/223683720071
- 44. 비트코인과 관련된 흥미로운 인물 이야기 https://m.blog.naver.com/goodrich_official/223699190947
- 45. 안전한 금융생활을 위한 사이트 8가지 추천 (금융감독원) https://m.blog.naver.com/goodrich_official/223706097175
- 46. 2025년 최신판! ISA 계좌 총정리 (일임형, 중개형, 신탁형 비교) https://m.blog.naver.com/goodrich_official/223709614420
- 47. 달러에 똑똑하게 투자하는 4가지 방법(달러예금, ETF 등) https://m.blog.naver.com/goodrich_official/223706864924
- 48. 단독명의vs공동명의, 어떤 게 유리할까? (feat. 신혼부부 아파트) https://m.blog.naver.com/goodrich_official/223709614784
- 49. 금투세 폐지, 가상자산 코인세 과세 유예 논란 ing (뜻, 배경 등) https://m.blog.naver.com/goodrich_official/223743365598
- 50. 딥시크 쇼크, 흔들리는 AI 시장 (오픈AI 챗GPT, 엔비디아, 미국주식) https://m.blog.naver.com/goodrich_official/223776155416
- 51. 미국 대통령도 발행하는 밈코인, 왜 지금 밈코인이 주목받는 걸까? https://blog.naver.com/goodrich_official/223787493262
- 52. 중도상환 수수료가 내려갔다고?! (2025 기준, 개편안 내용 총정리) https://m.blog.naver.com/goodrich_official/223812867102
- 53. 국민연금 수령액을 늘릴 수 있는 4가지 방법 총정리 https://m.blog.naver.com/goodrich_official/223804632919
- 54. 제21대 대선 관련 기대주, 정치 테마주 (유력 후보 공약 비교) https://m.blog.naver.com/goodrich_official/223841245774
- 55. 금 직구 한다면 주목! (관세, 부가세, 배송, 보험 체크리스트) https://m.blog.naver.com/goodrich_official/223845060351
- 56. 디지털화폐(CBDC)가 뭐길래... 한국은행이 주도하는 미래화폐 https://m.blog.naver.com/goodrich_official/223844982498
- 57. 요즘 주식시장에서 제일 핫한 것? HBM이 뭐길래 (전망, 업계이슈) https://m.blog.naver.com/goodrich_official/223879651534
- 58. CMA vs 파킹통장 둘 중, 뭐가 더 나을까? (비교, 장단점) https://m.blog.naver.com/goodrich_official/223880986928
- 59. 심(SIM) 스와핑 범죄를 아시나요? (유심해킹, 뜻, 대처방안 총정리) https://m.blog.naver.com/goodrich_official/223875541615
- 60. 2025년 5월 종합소득세 신고, 환급 꿀팁까지 총정리 https://m.blog.naver.com/goodrich_official/223878586328
- 61. 제21대 이재명 대통령 취임과 부동산 (feat. 부동산 정책과 시장 전망) https://m.blog.naver.com/goodrich_official/223903738133
- 62. 스테이블코인이 뭐길래, 뜻과 전망 A to Z (feat. 트럼프, 한국은행) https://m.blog.naver.com/goodrich_official/223903630861

## 공식 디지털 채널 콘텐츠 (트렌드/이슈)
- 1. SPA 브랜드 지고, 슬로우 패션이 뜬다?! https://m.blog.naver.com/goodrich_official/223531826173
- 2. 내 마음에 건강하게 투자하는 방법, 전국민 마음투자 지원사업 https://m.blog.naver.com/goodrich_official/223565222347
- 3. 직장인 주목! 종잣돈 만들기(부제 : 6개월만에 천만원 만들기) https://m.blog.naver.com/goodrich_official/223490416717
- 4. 금투자가 열풍인 이유 (미드로 보는 ETF 이야기) : 금ETF, 금광ETF https://m.blog.naver.com/goodrich_official/223499578251
- 5. 인공지능(AI), 어디까지 발전할까? (feat. 터미네이터 '스카이넷') https://m.blog.naver.com/goodrich_official/223500888235
- 6. 군인을 위한 금융상품, 장병내일준비적금 https://m.blog.naver.com/goodrich_official/223506403270
- 7. 종잣돈 만들기 제2탄! <적금 풍차돌기기와 파킹통장> https://m.blog.naver.com/goodrich_official/223508878498
- 8. ESG처럼 '착한'주가 아닌 '죄악'주에 투자하는 ETF가 있다? https://m.blog.naver.com/goodrich_official/223515706864
- 9. AI이미지 생성 솔루션 비교 (DALLE, 미드저니, 스테이블디퓨전, Firefly) https://blog.naver.com/goodrich_official/223516999783
- 10. 저당권과 근저당권의 차이는? (feat. 근저당권 설정 및 말소 방법) https://m.blog.naver.com/goodrich_official/223523892884
- 11. 우리 아이 이름으로 통장 만들어주기 (아이 용돈 관리법, 필요서류) https://m.blog.naver.com/goodrich_official/223524803743
- 12. 2024 파리 올림픽에는 어떤 AI 기술이 들어가 있을까? https://m.blog.naver.com/goodrich_official/223541849209
- 13. 여행을 떠나요! "근로자 휴가 지원사업에 대해 아시나요?" https://m.blog.naver.com/goodrich_official/223554004638
- 14. 스페이스테크, 우주산업ETF 재밌게 공부하기 (미드 '포 올 맨카인드') https://m.blog.naver.com/goodrich_official/223556635932
- 15. 기업들은 AI를 어떻게 이용하고 있을까? (국내외 기업 AI도입사례) https://m.blog.naver.com/goodrich_official/223556800697
- 16. 난청, 이명 치료를 위한 약 1년간의 고군분투 https://m.blog.naver.com/goodrich_official/223563562011
- 17. 시력을 수호하는 성인의 이야기가 담긴 그림이 있다?! https://m.blog.naver.com/goodrich_official/223569610090
- 18. 보험과 AI의 콜라보 AI가 보험업계를 재설계한다?! https://m.blog.naver.com/goodrich_official/223573496812
- 19. 10년차 웹 개발자 블로거가 말하는 글쓰기의 중요성 https://m.blog.naver.com/goodrich_official/223580435152
- 20. 생산성을 높여주는 AI사용법! 상황별 AI솔루션 6가지 추천 https://m.blog.naver.com/goodrich_official/223589616815
- 21. 갑상선암 수술 후기 / 방사선 동위원소 치료를 위한 저요오드 식단 https://m.blog.naver.com/goodrich_official/223594341678
- 22. 빵과 관련된 명화 (feat. 성 라우렌시오, 화재보험의 시작) https://m.blog.naver.com/goodrich_official/223604002483
- 23. AI로 대체될 직업들 우리는 어떻게 대비해야 할까? https://m.blog.naver.com/goodrich_official/223604602408
- 24. 강원도 고성으로 떠나는 #역사 #안보 #여행 https://m.blog.naver.com/goodrich_official/223611528984
- 25. <2025 트렌드 코리아> 핫 키워드 10가지 총 정리! https://m.blog.naver.com/goodrich_official/223622860903
- 26. "관광객 NO" 오버투어리즘으로 인한 갈등 (feat. 관광세, 유럽여행) https://m.blog.naver.com/goodrich_official/223627688608
- 27. 맥주를 사랑한다면, 꼭 읽어보세요! (feat. 맥주 역사) https://m.blog.naver.com/goodrich_official/223619743705
- 28. AI가 바꾸는 검색 환경의 미래, 어떻게 달라질까 https://m.blog.naver.com/goodrich_official/223620134715
- 29. 러닝, 마라톤 이후 찾아 온 발바닥 통증 #족저근막염 https://m.blog.naver.com/goodrich_official/223636867506
- 30. 트렌디한 클라이밍장을 찾고 있다면? 피커스(Peakers) 서울 종로점 https://m.blog.naver.com/goodrich_official/223646491375
- 31. 쏟아지는 광고 문자, 줄일 수는 없나요? (feat. 광고 문자 차단 방법) https://m.blog.naver.com/goodrich_official/223795659556
- 32. 일본 도쿄 3박 4일 여행 후기/코스 ① (호텔, 맛집, 관광지 추천) https://m.blog.naver.com/goodrich_official/223795785810
- 33. 기업들은 왜 책을 출판할까? (feat. 올리브영N성수, 배민, 토스) https://m.blog.naver.com/goodrich_official/223658553432
- 34. 중소기업 재직자 우대 저축공제, 기업 지원금에 우대금리까지! https://m.blog.naver.com/goodrich_official/223665159720
- 35. 제주 동쪽 여행, 또간집 맛집 특집! (내돈내산) https://m.blog.naver.com/goodrich_official/223660299922
- 36. 온라인으로 차량소유권 이전하는 방법! (feat. 자동차보험, 수수료) https://m.blog.naver.com/goodrich_official/223665918402
- 37. CCTV 둘러싼 논란 종결! CCTV 규제/관리 방침 알려드립니다 (feat. 개인정보보호) https://m.blog.naver.com/goodrich_official/223796088416
- 38. 직장내괴롭힘 모호한 기준으로 인한 논란 ing(feat. 근로기준법) https://m.blog.naver.com/goodrich_official/223667393211
- 39. 일본 도쿄 3박 4일 여행 후기/코스 ② (디즈니랜드 디즈니씨 간식, 맛집, 웨이팅 후기) https://m.blog.naver.com/goodrich_official/223796106980
- 40.‘그리스인 조르바’의 자유로움: 고전 그리스인 조르바 줄거리/추천 https://m.blog.naver.com/goodrich_official/223675510357
- 41. 자율주행, 꿈이 아닌 현실로! 국내에서 자율주행 차량 는 방법! https://m.blog.naver.com/goodrich_official/223676041390
- 42. 남양주 <라뮤즈 스튜디오> 웨딩 촬영 후기 https://m.blog.naver.com/goodrich_official/223675511388
- 43. 2025년 최신! 맞벌이부부를 위한 '육아지원 3법' 혜택 총정리 https://m.blog.naver.com/goodrich_official/223689856970
- 44. 2024 연말, 2025 새해에 읽으면 좋은 도서 추천 3가지 https://m.blog.naver.com/goodrich_official/223692204699
- 45. 가평 대원사 템플스테이 체험 후기 (서울 근교 조용한 여행지 추천) https://m.blog.naver.com/goodrich_official/223796129733
- 46. 자꾸 까먹는 비밀번호, 찾는 것도 무척이나 어려운데...이유는? https://m.blog.naver.com/goodrich_official/223796136184
- 47. 특별한 기념일, 분위기 좋은 호텔 추천/후기 (오크우드프리미어 인천 파노라믹65) https://m.blog.naver.com/goodrich_official/223798945425
- 48. 요시타케 신스케 어린이(유아)도 어른도! 남녀노소 좋아하는 그림책 https://m.blog.naver.com/goodrich_official/223705887725
- 49. 해리포터 덕후 추천, 선릉 <해리포터 팝업스토어> 후기/주차 https://m.blog.naver.com/goodrich_official/223712207799
- 50. 내 개인정보가 유출되었다면? (유출 확인, 기업 보상 등) https://m.blog.naver.com/goodrich_official/223798954150
- 51. 굿리치 x ATEM : 새해 이벤트 참여하고, 다이어트 식단관리 필수템 GET https://goodrich-official.tistory.com/21
- 52. 청담 드레스 투어 3곳 후기 / 주차, 피팅 가격, 드레스 종류, 장단점 https://m.blog.naver.com/goodrich_official/223717446567
- 53. 안녕달 작가의 그림책 추천, 유아~어린이까지 읽기 좋은 스테디셀러 https://m.blog.naver.com/goodrich_official/223719894991
- 54. GTX-A에 대한 궁금증 다~ 풀어드립니다! (요금, 할인, 배차) https://m.blog.naver.com/goodrich_official/223729001841
- 55. 온누리 상품권, 지금 바로 사야 하는 이유! (할인율, 환급혜택 등) https://m.blog.naver.com/goodrich_official/223731696006
- 56. 나에게 필요한 복지 서비스를 안내해주는 복지멤버십 제도 https://m.blog.naver.com/goodrich_official/223734041188
- 57. 운세와 관련된 흥미로운 이야기 (Feat. 정통사주, 점, 타로 차이점) https://m.blog.naver.com/goodrich_official/223743178139
- 58. A형독감 확진시 필요 정보 및 보험금 청구 (굿리치앱, 수액 실비) https://m.blog.naver.com/goodrich_official/223726400427
- 59. 백희나 작가의 신작, 유아그림책 해피버쓰데이 리뷰/추천 https://m.blog.naver.com/goodrich_official/223737048460
- 60. 겨울 액티비티 스키장 보드 당일치기로 배워보기 (렌탈샵, 엘리시안 강촌 강습) https://m.blog.naver.com/goodrich_official/223798967250
- 61. EVENT 굿리치x얼라이브 : 내 보험에, 내 몸에 충전이 필요할 때! 비타B 에너지 구미 https://goodrich-official.tistory.com/27
- 62. 새학기 증후군, 어떻게 대처해야 할까? (뜻/유의사항/육아방법) https://m.blog.naver.com/goodrich_official/223809425687
- 63. 강원도 홍천여행 웰에이징 힐링 리조트 <힐리언스 선마을> 숙박 후기, 리뷰 https://blog.naver.com/goodrich_official/223804567321
- 64. AI 교과서, 찬반 논란 ing 집중 조명 (장단점 비교, 전국 채택률) https://m.blog.naver.com/goodrich_official/223767518221
- 65. 청담 예복 투어 2곳 다녀온 후기 / 본식 예복 대여 꿀팁 https://m.blog.naver.com/goodrich_official/223804579692
- 66. 겨울 바다 쭈꾸미 낚시 체험 후기 (인천제일바다낚시, 승선시간, 체험가격) https://m.blog.naver.com/goodrich_official/223804593725
- 67. 청담동 혼주 한복 대여점 2곳 비교/추천/장단점 (feat. 혼주 한복 투어 꿀팁) https://m.blog.naver.com/goodrich_official/223804579692
- 68. 경기도 포천 글램핑장 더세븐글램핑카라반 (후기, 리뷰, 가격, 체크인/체크아웃) https://m.blog.naver.com/goodrich_official/223804624766
- 69. 클라이밍 기초 상식/자세 '삼지점(3지점)' A.K.A 개구리 자세 (초보자 필독!) https://m.blog.naver.com/goodrich_official/223804639848
- 70. [이벤트] 굿리치 X 농협홍삼 한삼인 : EVENT 참여하면 추첨 통해 선물을 드려요! (~3월 23일) https://goodrich-official.tistory.com/37
- 71. 네이버 vs 쿠팡 "구독전쟁" 최후의 승자는? (쇼핑/배달/OTT) https://m.blog.naver.com/goodrich_official/223850852367
- 72. 수원 나들이 코스 추천 / 산책-맛집(카페)-야경까지! https://m.blog.naver.com/goodrich_official/223816292293
- 73. 본식 드레스 최종 피팅 후기 (feat. 아이유 드레스) https://m.blog.naver.com/goodrich_official/223835710886
- 74. 싱가포르 3박4일 여행 (코스, 맛집, 야경 추천) 바샤커피, 클락키 https://m.blog.naver.com/goodrich_official/223838825122
- 75. 클라이밍 기초! 홀드의 종류/특징/주의사항 총정리 https://m.blog.naver.com/goodrich_official/223842639565
- 76. 싱가포르 3박4일 여행코스 (비보시티, 유니버셜, 센토사섬, 사태거리) https://m.blog.naver.com/goodrich_official/223845783887
- 77. 다이어터 위한 저당, 제로슈가 디저트 카페 추천 List! (청담, 노원) https://m.blog.naver.com/goodrich_official/223858934817
- 78. 마음돌봄 시리즈 #1 “당신의 마음을 잘 돌보고 계신가요?” https://m.blog.naver.com/goodrich_official/223860471104
- 79. 락 덕후가 알려주는 뮤직 페스티벌 꿀팁 (티켓 종류, 준비물, 2025 공연 정보) https://m.blog.naver.com/goodrich_official/223873158983
- 80. 강원도 원주 ROTONDA cube (대형 베이커리 카페) https://m.blog.naver.com/goodrich_official/223873190425
- 81. 현금 보상, 짠테크 꿀팁 <국가통합바이오데이터구축사업> 참여 방법 https://m.blog.naver.com/goodrich_official/223873241513
- 82. 마음돌봄 시리즈 #2 “마음에도 근육이 있다?! https://m.blog.naver.com/goodrich_official/223875463521
- 83. 내돈내산 뷰티/관리 꿀정보 - 안산 속눈썹 샵 “데이뷰티” (추천) https://m.blog.naver.com/goodrich_official/223878364193
- 84. 제21대 대통령선거 투표 방법 알아보고, 소중한 한 표 행사하세요! https://m.blog.naver.com/goodrich_official/223879830261
- 85. 굿리치 블로그 "블로소득 이벤트" (네이버페이, 스타벅스 상품권) https://m.blog.naver.com/goodrich_official/223880684645
- 86. 한강공원에서 즐긴 음악 피크닉, 피크 페스티벌 2025 후기/꿀팁 공유 https://m.blog.naver.com/goodrich_official/223880926290
- 87. 여의도 분위기 좋은 레스토랑 “르뵈프(Le Boeuf)” 코스요리 추천 (후기/와인) https://m.blog.naver.com/goodrich_official/223895807819
- 88. 부산 월드 챔피언 바리스타 카페 (모모스커피 영도점, 부산진구 먼스커피바) https://m.blog.naver.com/goodrich_official/223902178378
- 89. 마음돌봄 시리즈 #3 “감사일기로 키우는 마음근육” https://m.blog.naver.com/goodrich_official/223902279340
- 90. 글쓰기 취미로 한 브런치 작가, 정식 출판로의 데뷔까지! (후기, 꿀팁) https://m.blog.naver.com/goodrich_official/223902345406
- 91. 마음돌봄 시리즈 #4 “하루에 10분, 잠들기 전에 명상을 하라” https://m.blog.naver.com/goodrich_official/223902305740
- 92. 특별한 메뉴가 있는 부산 카페 2곳 추천 (에어리커피, 블랙업커피) 내돈내산 찐후기 https://m.blog.naver.com/goodrich_official/223905940750
- 93. 2025 서울국제도서전 방문 후기 (티켓 예매, 프로그램, 읽는 자리) https://m.blog.naver.com/goodrich_official/223911402776
- 94. 시흥 장현 맛있는 디저트 카페 “YAMMY CAKE” 후기 https://m.blog.naver.com/goodrich_official/223913925809
- 95. 마음돌봄 시리즈 #5 “감정과 나 사이에 거리를 두자" https://m.blog.naver.com/goodrich_official/223918089022
- 96. 독서가 있는 여름밤 ‘책읽는 서울광장’(추천, 후기, 이용꿀팁) https://m.blog.naver.com/goodrich_official/223919139791